# Großsteingrab Schernikau
Das Großsteingrab Schernikau ist eine megalithische Grabanlage der jungsteinzeitlichen Tiefstichkeramikkultur bei Schernikau, einem Ortsteil von Bismark (Altmark) im Altmarkkreis Salzwedel in Sachsen-Anhalt.

## Lage
Das Grab befindet sich östlich von Schernikau in einem kleinen Waldstück am Rand eines Waldwegs. Wenige Meter nordöstlich liegt ein großer Grabhügel.

## Forschungsgeschichte
Das Grab blieb bei den beiden großen Aufnahmen der Großsteingräber der Altmark durch Johann Friedrich Danneil in den 1830er und 1840er Jahren sowie durch Eduard Krause und Otto Schoetensack in den 1890er Jahren unentdeckt, da es wohl zu dieser Zeit noch vollständig mit Erdreich verdeckt war. Die Anlage wurde bislang lediglich in die Liste der Bodendenkmale Sachsen-Anhalts aufgenommen, aber noch nicht in wissenschaftlicher Literatur beschrieben. Der benachbarte Grabhügel wurde 1975 von Mitarbeitern des Altmärkischen Museums Stendal archäologisch untersucht.

## Beschreibung
Die Anlage ist stark zerstört. Es sind noch mehrere Findlinge erhalten, die auf einer Fläche von etwa 12 m × 5 m verstreut liegen. Zur Orientierung liegen keine Angaben vor. Der genaue Grabtyp ist unbekannt.